# 1912–1913-as svájci labdarúgó-bajnokság (első osztály)
Az 1912–1913-as Swiss Serie A volt a 16. alkalommal megrendezett, legmagasabb szintű labdarúgó-bajnokság Svájcban.
A címvédő az Aarau volt. A szezont a Montriond Lausanne csapata nyerte, a bajnokság történetében először.

## Keleti csoport
| Hely. | Csapat               | M  | Gy | D | V  | G+ | G– | Gk  | P  | Továbbjutás vagy kiesés |
| ----- | -------------------- | -- | -- | - | -- | -- | -- | --- | -- | ----------------------- |
| 1.    | Aarau                | 14 | 12 | 1 | 1  | 50 | 18 | +32 | 25 | Továbbjutó              |
| 2.    | St. Gallen           | 14 | 8  | 3 | 3  | 67 | 21 | +46 | 19 |                         |
| 3.    | Zürich               | 14 | 8  | 2 | 4  | 45 | 24 | +21 | 18 |                         |
| 4.    | Brühl                | 14 | 7  | 3 | 4  | 42 | 35 | +7  | 17 |                         |
| 5.    | Winterthur           | 14 | 4  | 2 | 8  | 34 | 28 | +6  | 10 |                         |
| 6.    | Young Fellows Zürich | 14 | 4  | 2 | 8  | 22 | 45 | −23 | 10 |                         |
| 7.    | Baden                | 14 | 3  | 2 | 9  | 17 | 49 | −32 | 8  |                         |
| 8.    | Luzern               | 14 | 2  | 1 | 11 | 13 | 70 | −57 | 5  |                         |

## Központi csoport
| Hely. | Csapat                   | M  | Gy | D | V  | G+ | G– | Gk  | P  | Továbbjutás vagy kiesés |
| ----- | ------------------------ | -- | -- | - | -- | -- | -- | --- | -- | ----------------------- |
| 1.    | Old Boys                 | 14 | 9  | 2 | 3  | 43 | 29 | +14 | 20 | Továbbjutó              |
| 2.    | Young Boys               | 14 | 9  | 1 | 4  | 41 | 25 | +16 | 19 |                         |
| 3.    | Etoile La Chaux-de-Fonds | 14 | 8  | 1 | 5  | 33 | 25 | +8  | 17 |                         |
| 4.    | Basel                    | 14 | 7  | 2 | 5  | 46 | 30 | +16 | 16 |                         |
| 5.    | Bern                     | 14 | 6  | 2 | 6  | 43 | 38 | +5  | 14 |                         |
| 6.    | Nordstern Basel          | 14 | 5  | 2 | 7  | 35 | 46 | −11 | 12 |                         |
| 7.    | La Chaux-de-Fonds        | 14 | 3  | 3 | 8  | 38 | 50 | −12 | 9  |                         |
| 8.    | Biel                     | 14 | 2  | 1 | 11 | 29 | 65 | −36 | 5  |                         |

## Nyugati csoport
| Hely. | Csapat             | M  | Gy | D | V | G+ | G– | Gk  | P  | Továbbjutás vagy kiesés |
| ----- | ------------------ | -- | -- | - | - | -- | -- | --- | -- | ----------------------- |
| 1.    | Montriond Lausanne | 12 | 7  | 4 | 1 | 34 | 12 | +22 | 18 | Továbbjutó              |
| 2.    | Servette           | 12 | 7  | 2 | 3 | 25 | 18 | +7  | 16 |                         |
| 3.    | Stella Fribourg    | 12 | 7  | 1 | 4 | 30 | 21 | +9  | 15 |                         |
| 4.    | Cantonal Neuchâtel | 12 | 5  | 2 | 5 | 31 | 23 | +8  | 12 |                         |
| 5.    | Concordia Yverdon  | 12 | 4  | 3 | 5 | 26 | 27 | −1  | 11 |                         |
| 6.    | Montreux Narcisse  | 12 | 3  | 1 | 8 | 13 | 32 | −19 | 7  |                         |
| 7.    | Genf               | 12 | 2  | 1 | 9 | 13 | 39 | −26 | 5  |                         |

## Döntő
| Hely. | Csapat             | M | Gy | D | V | G+ | G– | Gk | P | Továbbjutás vagy kiesés |
| ----- | ------------------ | - | -- | - | - | -- | -- | -- | - | ----------------------- |
| 1.    | Montriond Lausanne | 2 | 2  | 0 | 0 | 3  | 1  | +2 | 4 | Bajnok                  |
| 2.    | Old Boys           | 2 | 1  | 0 | 1 | 2  | 2  | 0  | 2 |                         |
| 3.    | Aarau              | 2 | 0  | 0 | 2 | 2  | 4  | −2 | 0 |                         |